# Orbilia epipora
Orbilia epipora är en svampart som först beskrevs av William Nylander och som fick sitt nu gällande namn av Petter Adolf Karsten 1870. 
Orbilia epipora ingår i släktet Orbilia och familjen vaxskålar.  Arten är reproducerande i Sverige. Inga underarter finns listade i Catalogue of Life.